# 조나 헥스 (영화)
《조나 헥스》(Jonah Hex)는 미국의 영화로 워너브라더스가 배급을 맡았다. 미국에서 2010년 6월 18일 개봉하였다.

## 출연

### 주연
- 조슈 브롤린

### 조연
- 존 말코비치
- 메간 폭스
- 마이클 패스벤더
- 윌 아넷
- 마이클 섀넌

## 기타
- 공동제작: 마곳 루릭
- 공동제작: 리처드 미들턴
- 공동제작: 미리 윤
- 협력프로듀서: 조슈아 레빈슨
- 미술: 톰 메이어
- 세트: 로버트 그린필드
- 의상: 마이클 윌킨슨
- 배역: 버나드 텔시

## 박스오피스
조나 헥스는 개봉 첫주 박스오피스 7위로 데뷔하였으며, 첫주 수익은 5,379,365만 달러였다. 2,825개의 스크린에서 개봉하여 평균 1,904 달러를 벌어들인 것이다.